# فاني موسير
فاني موسير (بالإنجليزية: Fanny Moser)‏ (من مواليد 29 يوليو 1848 في فينترتور، سويسرا - وتُوفيت في 2 أبريل 1925 زيورخ)، أو البارونة فاني لويز فون سولزر-وارت أو كما تُعرف باسم إيمي فون نون في دراسات سيغموند فرويد هي نبيلة سويسرية اشتهرت في وقتٍ ما كأغنى امرأة في أوروبا الشرقية. كانت موسير واحدة من خمس نساء تم تقييمهن في دراسات فرويد عن الهستيريا في نظرياته للتحليل النفسي. وقد ورث والدها بارون هاينريش فون سولزر-وارت لقبه من جدها، يوهان هاينريش فون سولزر-وارت، الذي حصل على جائزة النبلاء لخدمة ماكسيمليان الأول يوزف. تزوجت موسير في 28 ديسمبر 1870 من صانع الساعات السويسرية هنريك موسير، الذي صنع ثروة من خلال تطوير ساعات عالية الجودة للبيع في السوق الروسية. ثم توسعت ركة هنريك كوسير لتشمل مصنعًا في سويسرا وأسس شركة هينريك للسكك الحديدية في شافهاوزن، مما عزّز ثروته.
تسبب الزواج في فضيحة لان فاني كانت تبلغ من العمر 23 عامًا، بينم كان هاينريك بعمر الخامسة والستين رغم أن كليهما كان من الطبقة العليا في المجتمع. رفض أبناء هينريك الخمسة الأكبر سنًا من زواجه الأول موسير، حيث انتظر والدهم عشرين سنة قبل أن يتزوج من جديد. أنجبت موسير طفلان من هينريك: فاني (دي)، المولودة في 27 مايو 1872 والمؤلفة مينتونا، المولودة في 19 أكتوبر 1874، قبل أربعة أيام من وفاة والدها. واتهم الأبناء الأكبر سنًا موسير بقتل زوجها، وعلى الرغم من عدم وجود أي دليل على ارتكابها أي خطأ وطلبهم تشريح جثة أبيهم مرتين، إلا أن الشكوك استمرت حولها . عانت موسير من انهيار عقلي وبدأت في رؤية المعالجين في عام 1889. اشترت موسير قلعة شلوس أوو، بالقرب من الغابة السوداء في ألمانيا حيث رفّهت عن نفسها بسخاء، ولكنها كانت معروفة بأوجه انحرافها، واستمرت في تلقي العلاج لما يقرب من عقد من الزمان. فُتنت موسير في وقت لاحق من حياتها بشاب أصغر منها بكثير، وفقدت جزءًا كبيرًا من ثروتها وقطعت علاقاتها مع بناتها. عندما تُوفيت موسير، تركت الملايين لبناتها، على الرغم من أنها كانت مقتنعة بأنها تعيش في فقر. دُفنت موسير في مقبرة كيلكبيرغ، بزيوريخ.